# 氏族
氏族（しぞく、英語: clan）とは、共通祖先を持つ血縁集団、または、共通祖先を持つという意識・信仰による連帯感の下に結束した血縁集団のこと。

## 概要
単系出自集団（unilineal descent group。特定の祖先から男性または女性のみを通じて親子関係がたどれる子孫の作る集団）の一つ。特定の男性祖先から男性のみを通じて出自がたどれる子孫から成る集団を父系出自集団といい、特定の女性祖先から女性のみを通じて出自がたどれる子孫から成る集団を女系出自集団という。
これらの集団のうち、成員が互いの系譜関係、あるいは共通祖先との系譜関係を把握している集団はリネージ（lineage）といい、伝説上・神話上の共通祖先を持っているという意識・信仰があるのみで、系譜関係がはっきりしない集団をクラン（clan）と呼んで、両者を区別する。
同じ氏族の男女の結婚を禁じる結婚規制が広く見られる（氏族外婚）。これは、互いの系譜関係がたどれない場合であっても同じ氏族であれば血縁関係を擬制して規制することから、必ずしも近親婚の禁止とは重ならない。